# Viola de cocho
Viola de Cocho é um instrumento musical de cordas dedilhadas, variante regional da viola brasileira, comum nos estados de Mato Grosso e Mato Grosso do Sul, no centro-oeste brasileiro. Recebe este nome por ser confeccionada em tronco de madeira inteiriço, esculpido no formato de uma viola e escavado na parte que corresponde à caixa de ressonância. Esse instrumento é feito da mesma maneira como se faz um cocho, objeto lavrado em um tronco maciço de árvore usado para colocar alimentos para animais na zona rural. Nesse "cocho" é afixado um tampo e as partes que caracterizam o instrumento, como o cavalete, o espelho, o rastilho e as cravelhas. A viola-de-cocho foi reconhecida como patrimônio nacional, registrada no livro dos saberes do patrimônio imaterial brasileiro em dezembro de 2004.

## História
A viola de cocho é fabricada também de outras madeiras, como a mangueira, cajá manga, imbiruçu, consideradas madeiras macias, onde proporciona uma excelente ressonância. As cordas são de tripas, normalmente de macacos, ouriços que eram as melhores e sua durabilidade não era tão duravel quanto a linha de pescar. Pois as cordas das tripas de animais logo começava a esfarelar e partia devido o seu ressecamento. A linha de pescar oferece uma ressonancia melhor acompanhada do canutilho, a quarta corda de violão.
De origem portuguesa, a viola-de-cocho abrasileirou-se na madeira, nas cordas e no jeito de tocar e é hoje uma característica marcante da cultura mato-grossense e sul-mato-grossense. É endêmico do Pantanal e deu vida aos ritmos pantaneiros: o cururu e o siriri, que são usados para celebrar os folguedos populares onde homens, mulheres e crianças se juntam sob a igualdade de uma cultura que já ultrapassa um centenário.
É usada também em manifestações populares da região, como a dança de São Gonçalo, folião, ladainha, rasqueado limpa banco (ou rasqueado cuiabano), e em festas religiosas tradicionais realizadas por devotos associados em irmandades.
Existem relatos sobre a viola desde o fim do século XIX, quando o cientista alemão Karl von den Steinen descreveu as festas religiosas do Pantanal, onde se cantava o cururu. No Brasil, as origens são pouco claras: acredita-se que tenha vindo de São Paulo, acompanhando a expansão bandeirante para a região centro-oeste.
Com a chegada da televisão e do rádio na região, por volta dos anos 1950, a viola-de-cocho começou a perder a popularidade entre a comunidade local, que a produzia de forma artesanal.
Esse processo quase levou à extinção do instrumento. A arte de esculpir e tanger violas de cocho é de domínio, em geral, de pessoas de mais idade. Com a chegada da televisão, por volta da década de 50, seu uso foi ficando cada vez mais restrito às área mais distantes das cidades.
Mas nos últimos 15 anos, a viola- de-cocho voltou a ser um dos instrumentos mais populares de Mato Grosso e Mato Grosso do Sul. Parte dessa reviravolta aconteceu por conta de iniciativas pessoais e institucionais, como os trabalhos de Julieta Andrade, do músico e pesquisador Roberto Corrêa e, também, de Abel Santos Anjos Filho, músico e professor da Universidade Federal do Mato Grosso. A pesquisadora Julieta Andrade publicou importante trabalho intitulado "Cocho Mato-Grossense" no qual faz uma genealogia do instrumento. Roberto Corrêa pesquisou a viola de cocho já na década de 1980, em trabalho publicado pelo, então, Instituto Nacional do Folclore, juntamente com a pesquisadora Elizabeth Travassos. Abel Santos esteve em Brasília para lançar o livro "Uma Melodia Histórica", no qual explora as raízes da viola-de-cocho e conta a história do instrumento desde antes da chegada ao Brasil.
Em janeiro de 2005 o Ministério da Cultura, seguindo as diretrizes da atual Política de Patrimônio Imaterial do governo brasileiro, promoveu o "Registro" do Modo de Fazer a Viola de Cocho como Patrimônio Imaterial do Brasil. O registro equivale, para o patrimônio imaterial, à figura jurídica do tombamento para os bens culturais de natureza material. Com a implementação da atual política o governo brasileiro vem registrando inúmeros bens culturais de natureza imaterial em todas as regiões brasileiras. Apesar da primeira menção histórica sobre viola de cocho ser, segundo a assessoria de comunicação do Ministério da Cultura, em nota naquela data, no final do século XIX, sua importância para a cultura popular da região matogrossense e pantaneira é grande por se tratar de um instrumento completamente adaptado ao ambiente e às circunstâncias locais.

## Composição e fabricação

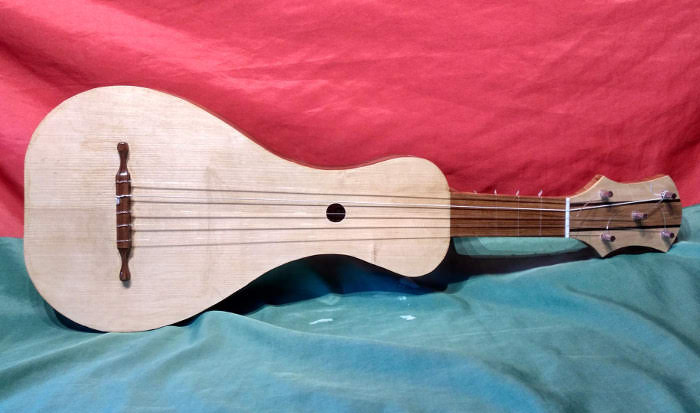
Viola de cocho construído por Jo Dusepo.

O instrumento se apresenta com cinco ordens de cordas simples. São várias as madeiras utilizadas: para o corpo do instrumento, a Ximbuva e o Sarã; para o tampo, raiz de Figueira branca; e para as demais peças, o Cedro. As violas armam-se com quatro cordas de tripa e uma revestida de metal. Atualmente, as cordas de tripa estão sendo substituídas por linhas de pescar - segundo os violeiros, bem inferiores às de tripa -, devido à proibição da caça no território nacional (Lei 9.605/1998 - crimes ambientais).
Atualmente existem vários "fazedores" de viola de cocho, como se autointitulam os construtores do instrumento. Os principais pólos de fabricação artesanal do instrumento são dois:
- Corumbá (Mato Grosso do Sul): ali a viola de cocho é fabricada artesanalmente por cururueiros como Seu Agripino, Seu Vitalino, Seu Severino e Seu Inacinho.
- Cuiabá (Mato Grosso): ali os principais construtores Caetano Ribeiro e seu filho Alcides Ribeiro, além de artesãos como Manoel Severino(in memoriam), Francisco Sales, Seu Bugre,Seu Paulino de Várzea Grande,Venceslau de Santo Antônio,entre outros.

## O furo

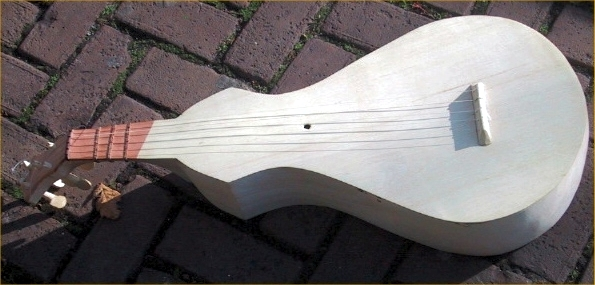
Viola-de-Cocho com furo

Algumas violas possuem um pequeno circular no tampo, medindo de 0,5 a 1 cm  de diâmetro, outras não. A viola sem furo é recente. Segundo alguns violeiros, a viola com furo dava muito trabalho, porque sempre entravam, por este furo, aranhas e outros animais, prejudicando o som do instrumento.

## Afinação
A viola-de-cocho possui sempre cinco ordens de cordas, denominadas prima, contra, corda do meio, canotio e resposta. São afinadas de dois modos distintos, canotio solto (de baixo para cima, ré, lá, mi, ré, sol) e canotio preso (de baixo para cima,  ré, lá, mi, dó, sol).

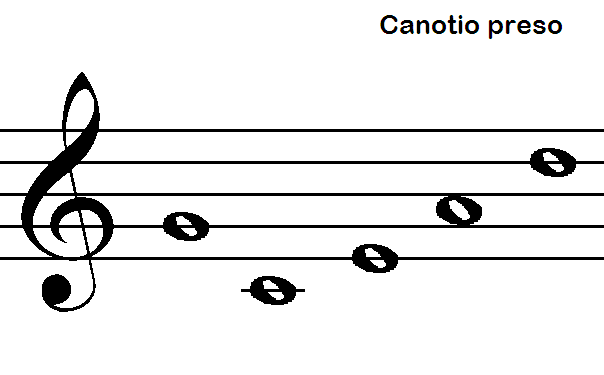
Canotio preso
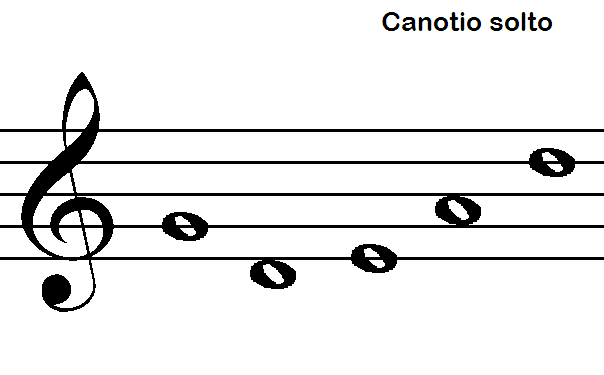
Canotio solto